# Spandauer SC 99
Der Spandauer SC 99 war ein Fußballverein aus Berlin. Der Verein ging 1992 im heutigen Spandauer SC Teutonia 99 auf.

## Geschichte

### Vorgängervereine
- Der Spandauer FC Viktoria wurde am 1. September 1899 gegründet. Viktoria Spandau spielte von 1907 bis 1911 in der höchsten Spielklasse des Märkischen Fußball-Bundes und 1912 in der höchsten Spielklasse des VBB.[1] Spielstätte war der damalige Exerzierplatz in der Spandauer Wilhelmstraße.

- Der Spandauer SC Vorwärts wurde 1902 gegründet und 1905 in Spandauer SC Preußen umbenannt. Vorwärts bzw. Preußen Spandau gehörten ebenfalls zunächst zum Märkischen Fußballbund und spielten 1905 und 1906 in dessen höchster Spielklasse. In der Spielzeit 1918/19 spielte der Verein, der im Spandauer Ortsteil Hakenfelde beheimatet war, in der höchsten Spielklasse des Berlin-Brandenburger Fußballverbandes.

- Der Sport- und Artistenclub Felicitas Spandau wurde ebenfalls 1902 gegründet.

### Der Spandauer SC von 1922 bis 1992
Viktoria, Preußen und Felicitas Spandau fusionierten 1922 zum Spandauer SC 99. 1923 wurde auch noch Germania 1915 Spandau in den neuen Verein eingegliedert. In den Spielzeiten 1922/23, 1924/25 und 1925/26 spielte der SSC in der höchsten Spielklasse des Berlin-Brandenburger Fußballverbandes.
1933 fusionierte der SSC mit dem Spandauer SC Sportfreunde 07 zum VfB Spandau 99. Der SSC Sportfreunde war 1922 aus der Fusion von Minerva Spandau und Union Spandau hervorgegangen. Nach der Auflösung aller Sportvereine durch die Alliierten wurde 1945 im Berliner Bezirk Spandau die SG Spandau-Neustadt gegründet, aus der 1947 wieder der Spandauer SC 99 hervorging. In der Saison 1952/53 spielte der SSC in der Berliner Amateurliga; danach nur noch in unteren Ligen.

### Nachfolger
Der Spandauer SC fusionierte 1992 mit dem SC Teutonia Spandau 1911 zum Spandauer SC Teutonia 1899 Dieser spielte 1992/93 in der viertklassigen Verbandsliga, stieg jedoch direkt ab. Die Rückkehr in die nunmehr fünftklassige Verbandsliga gelang zur Saison 2003/04, aber 2005 stieg Teutonia erneut in die Landesliga ab. 2023 gelang abermals der Aufstieg in die inzwischen sechsklassige Berlin-Liga.